# جون أوغسطين هارتفورد
جون أوغسطين هارتفورد (بالإنجليزية: John Augustine Hartford)‏ هو شخصية أعمال أمريكي، ولد في 10 فبراير 1872 في أورانج ‏ في الولايات المتحدة، وتوفي في 20 سبتمبر 1951 في مبنى كرايسلر في الولايات المتحدة.